# Hermes Marcelo Huck
Hermes Marcelo Huck (São Paulo, 8 de julho de 1943) é um advogado e jurista brasileiro, professor aposentado de Direito Internacional e Econômico da Faculdade de Direito da Universidade de São Paulo.
Autor de diversas obras jurídicas, Huck compõe o quadro de árbitros oficiais do Mercosul, como representante nomeado pelo Ministério das Relações Exteriores do Brasil. Ele é pai do apresentador Luciano Huck

## Biografia
Diplomado pela Faculdade de Direito da Universidade de São Paulo (USP) em 1965, realizou o mestrado pela Universidade da Califórnia em Berkeley e doutorado também pela USP. Professor visitante em Berkeley e também na Universidade Harvard.
É casado com Sheila Maghidman e pai do apresentador Luciano Huck. Por conta desse parentesco esteve envolvido em possível conflito de interesses, em julho de 2013, pois o filho pedira ao então presidente do Supremo Tribunal Federal, Joaquim Barbosa, que gravasse uma homenagem ao seu pai, que advoga naquela Corte Máxima; também foi assinalado que um possível conflito de interesses poderia ocorrer, uma vez que Luciano havia contratado um filho do Ministro para trabalhar em seu programa. Barbosa fez, ainda, o texto de apresentação do livro de Anna Lygia Rego, que foi prefaciado por Huck.
Consultado pela imprensa em temas de arbitragem comercial e direito internacional, no qual é especialista.

## Livros
Huck é autor de diversos livros e artigos jurídicos, tais como: 
- Evasão e elisão: rotas nacionais e internacionais do planejamento tributário. Saraiva, 1997, 346 p., ISBN 8502025090.[7]
- Contratos com o estado: aspectos de direito internacional. São Paulo, Editora Aquarela, 1989. 172 p., Rede Virtual de Bibliotecas.[8]
- Sentença estrangeira e lex mercatoria: horizontes e fronteiras do comercio internacional. São Paulo: Saraiva, 1994. 140 p.[9]
- Da guerra justa a guerra econômica: uma revisão sobre o uso da força em direito internacional. São Paulo: Saraiva, 1996. 318 p.
- Pactos societários leoninos. Revista dos Tribunais, São Paulo, v. 88, n. 760, p. 64-73, 1999.
- Lex mercatória - horizonte e fronteira do comercio internacional. Revista da Faculdade de Direito da Universidade de São Paulo, São Paulo, v. 87, p. 213-235, 1992.